# Siewnik

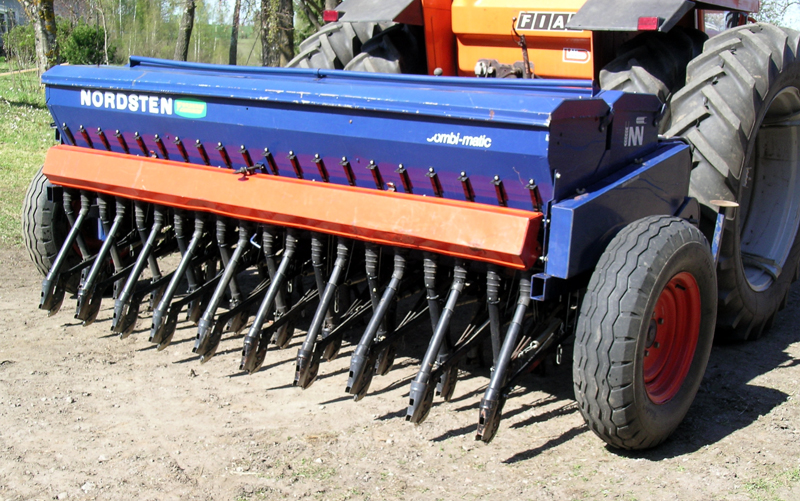
Siewnik rzędowy do zbóż

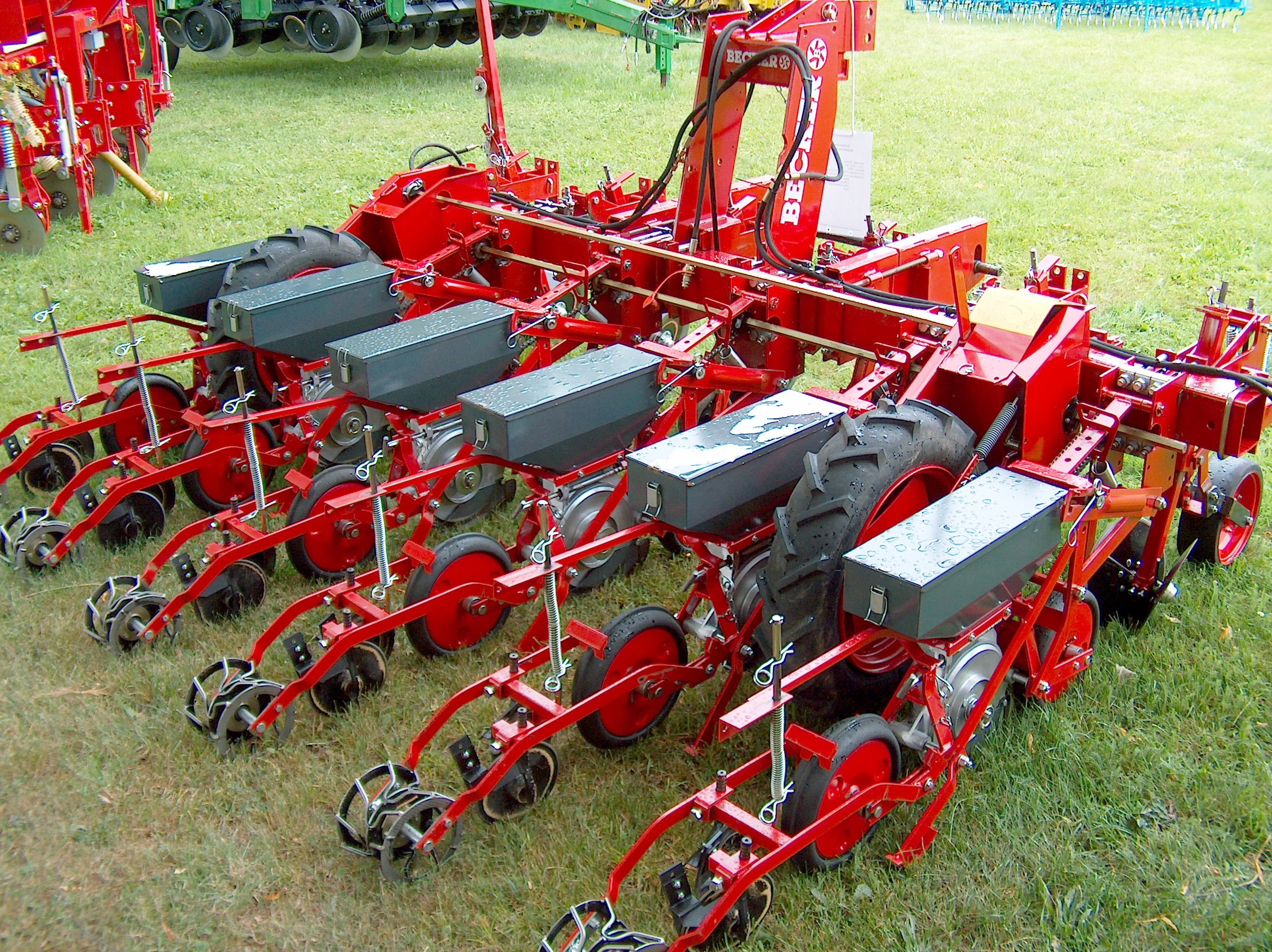
Siewnik punktowy do buraków

Siewnik – maszyna rolnicza służąca do wysiewu materiału siewnego, np. zbóż, traw, kukurydzy, buraka, słonecznika, rzepaku lub czosnku.
Wynalazcą siewnika do zboża był Jethro Tull.
Siewniki w Polsce zaczęto produkować w XIX w. dla folwarków. Po II wojnie światowej produkowano je w Kutnie. Były to siewniki najpierw konne a dopiero w latach 60. ciągnikowe. W latach 70. XX w. pojawiły się w Polsce precyzyjne siewniki do buraków i kukurydzy. Obecnie w Polsce siewniki są produkowane w trzech fabrykach: „Famarol” Słupsk, „Meprozet” Międzyrzec Podlaski i „Rolmasz” Kutno.
Do siewu bezpośredniego używa się specjalnych siewników z redlicami tarczowymi.
Przed siewem zaleca się wykonanie próby kręconej lub próby wysiewu. W próbie kręconej przekręca się mechanizm wysiewający o określoną liczbę obrotów i waży wysiane nasiona. W próbie wysiewu wyznacza się masę nasion wysianych na określonym obszarze. Próby te pozwalającą na wysianie odpowiedniej liczby ziarniaków na jednostce powierzchni.

## Rodzaje siewników
Siewnik precyzyjny (pierścieniowy)
Budowa: zbiornik, dwa koła podporowe, pierścień wysiewający, sprzęgło jednokierunkowe, wałek wygarniający, koło ugniatające, redlice, przekładnia łańcuchowa, spulchniacz gleby.
Siewnik podciśnieniowy i nadciśnieniowy – pneumatyczny
Budowa: zbiornik, komora powietrza, tarcza wysiewająca, wentylator, dozownik nasion, głowica rozdzielająca nasiona, redlice, zagarniacz bruzd, koło ugniatające, przekładnia łańcuchowa.
Siewnik rzędowy
Budowa: zbiornik, zespół wysiewający, wskaźnik ilości nasion, zastawki, przewód nasienny teleskopowy, redlica, koło podporowe, znaczniki, skrzynia przekładniowa.